# Edith Pargeter

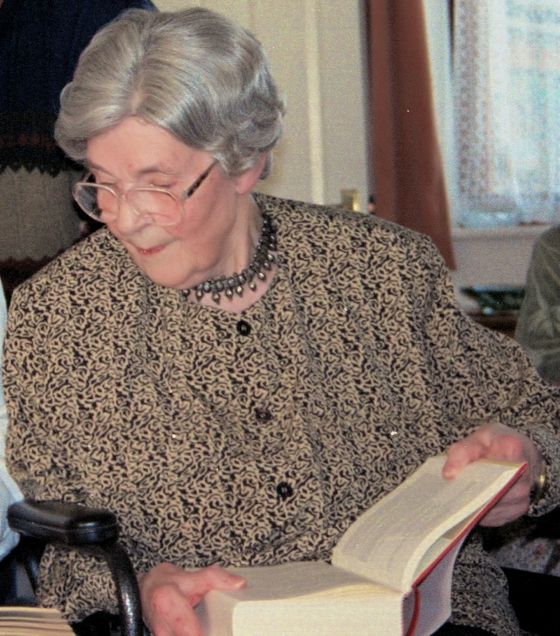
Ellis Peters

Edith Mary Pargeter OBE (* 28. September 1913 in Horsehay, England; † 14. Oktober 1995 in Telford, Shropshire) war eine englische Schriftstellerin. Sie schrieb unter dem Pseudonym Ellis Peters. Bekannt wurde Pargeter vor allem mit ihren historischen Kriminalromanen um den Mönch Bruder Cadfael. Ihre Bücher erschienen in 15 Sprachen und über 20 Ländern weltweit und bescherten ihr zahlreiche Auszeichnungen.

## Leben und Werk
Oft wird fälschlich angegeben, Edith Pargeter sei gebürtige Waliserin. Sie wurde jedoch im englischen Dörfchen Horsehay in der Grafschaft Shropshire, zwischen Ironbridge und Telford, geboren. Edith Pargeter erlernte zunächst den Beruf der Apothekerin, dessen Kenntnisse sich später noch für ihre Kriminalromane als nützlich erweisen sollten. Ab 1940 arbeitete sie in der Kommunikationsabteilung des Women’s Royal Navy Service, wofür ihr die British Empire Medal verliehen wurde. Diese Erfahrungen schrieb sie 1942 in dem Buch She goes to War nieder.
In den 1930er Jahren begann sie mit dem Schreiben von Romanen, wobei sie sich sowohl ihr Interesse an historischen Stoffen als auch ihre beruflichen Kenntnisse von Arzneien zunutze machte. Ihr Erstlingswerk, der historische Roman Hortensius, Friend of Nero erschien 1936, zwei Jahre später folgte der erste Kriminalroman, Murder in the Dispensary. Während sie den Hortensius noch unter ihrem eigenen Namen veröffentlicht hatte, wählte sie für die folgenden verschiedene Pseudonyme wie Jolyon Carr, Peter Benedict, John Redfern und Ellis Peters. Seit 1945 war Edith Pargeter hauptberuflich als Schriftstellerin tätig. 1951 begann sie eine erfolgreiche Serie von dreizehn Krimis um den Polizeibeamten George Felse und seine Familie.
Der größte Erfolg als Autorin kam für sie allerdings erst über 20 Jahre später mit ihren historischen Kriminalromanen um die Gestalt des Benediktinerbruders Cadfael, die sie unter dem Künstlernamen Ellis Peters schrieb. Zu Edith Pargeters weiteren Werken zählen die Heaven Tree-Trilogie, die historische Jim-Benison-Trilogie sowie ihre vier Romane um Llwelyn Gwynedd (The Brothers of Gwynedd). Daneben galt ihr Interesse zeitlebens dem tschechischen Volk und seiner Literatur. 16 Werke übersetzte sie vom Tschechischen ins Englische. 1968 erhielt sie von der Tschechischen Gesellschaft für internationale Beziehungen die Goldmedaille am Band.
Edith Pargeter blieb ihr Leben lang unverheiratet. Im September 1995 erlitt sie einen Schlaganfall, von dem sie sich nicht wieder erholte. Sie starb am 14. Oktober 1995 in ihrer Heimat Shropshire.

## Auszeichnungen
- 1961 Edgar Allan Poe Award (Kategorie Best Novel) der Mystery Writers of America (MWA) für Death and the Joyful Woman (dt. Der Tod und die lachende Jungfrau. Ullstein, Frankfurt/M. 1965)
- 1968 Goldmedaille am Band der Tschechischen Gesellschaft für internationale Beziehungen
- 1980 Silver Dagger der britischen Crime Writers’ Association (CWA) für Monk’s Hood. (dt. Das Mönchskraut. Heyne, München 1986)
- 1993 Cartier Diamond Dagger lifetime achievement award der britischen Crime Writers’ Association (CWA) in Anerkennung der besonderen Leistungen für den englischsprachigen Kriminalroman
- 1994 Order of the British Empire (OBE)
- Ehrendoktorwürde der Universität Birmingham

## Bruder Cadfael
Die 20 Romane und 3 Kurzgeschichten spielen in England zwischen 1120 und 1145, zur Zeit des Thronstreits zwischen Stephan von Blois und Matilda von England. Ort der Handlung ist die Benediktinerabtei von Shrewsbury in Shropshire an der Grenze zu Wales, nahe Edith Pargeters eigener Heimat, und die Geschehnisse sind an die historische Chronik der Abtei angelehnt. Hauptfigur ist der ehemalige Kreuzfahrer Cadfael, der mit 40 Jahren den Weg ins Kloster findet und sich dort sowohl um Salben und Arzneien als auch um allerlei mysteriöse Todesfälle kümmert. Cadfael ist sowohl Arzt als auch Apotheker; die Grenzen sind hier, der Zeit gemäß, fließend. Zwar ist er theoretisch nur für das Kloster und die Klostersiedlung zuständig, doch suchen aufgrund seiner Kompetenz auch viele Menschen der Stadt Shrewsbury und der Umgebung bei ihm Hilfe. Sein bester Freund ist der stellvertretende Sheriff Hugh Beringar, mit dem er das Mitgefühl für Schwache, Ausgestoßene, geschundene Leibeigene und sonstige Entrechtete gemein hat. Während die Hauptfiguren Cadfael und Hugh Beringar rein fiktiven Ursprungs sind, haben zahlreiche Figuren der Romane reale historische Vorbilder, von Stephan von Blois (=König Stephan) und Matilda von England (=Kaiserin Maude) über den Bischof Henry von Blois und die Äbte Heribert und Radulfus bis hin zu Cadfaels ständigem Gegenspieler, dem peniblen Prior Robert Pennant.

### Die Cadfael-Erzählungen
- 1977 A morbid taste for bones (Im Namen der Heiligen) (Mai 1137)
- 1979 One corpse too many (Ein Leichnam zuviel) (August 1138)
- 1980 Monk’s hood (Das Mönchskraut) (Dezember 1138)
- 1981 St. Peter’s fair (Der Aufstand auf dem Jahrmarkt) (August 1139)
- 1981 The leper of St. Giles (Der Hochzeitsmord) (Oktober 1139)
- 1982 The virgin in the ice (Die Jungfrau im Eis) (November/Dezember 1139)
- 1983 The sanctuary sparrow (Zuflucht im Kloster) (April 1140)
- 1983 The devil’s novice (Des Teufels Novize) (September 1140)
- 1984 Dead man’s ransom (Lösegeld für einen Toten) (Februar/März 1141)
- 1984 The pilgrim of hate (Pilger des Hasses) (Juni 1141)
- 1985 An excellent mystery (Ein ganz besonderer Fall) (August 1141)
- 1986 The raven in the foregate (Mörderische Weihnacht) (Dezember 1141)
- 1986 The rose rent (Der Rosenmord) (Mai 1142)
- 1987 The hermit of Eyton forest (Der geheimnisvolle Eremit) (Oktober 1142)
- 1988 The confession of Brother Haluin (Bruder Cadfael und das fremde Mädchen) (März 1143)
- 1989 The heretic’s apprentice (Bruder Cadfael und der Ketzerlehrling) (Juni 1143)
- 1989 The potter’s field (Bruder Cadfael und das Geheimnis der schönen Toten) (Oktober 1143)
- 1991 The summer of the Danes (Bruder Cadfael und die schwarze Keltin) (Mai 1144)
- 1992 The holy thief (Der fromme Dieb) (Februar 1145)
- 1994 Brother Cadfael’s penance (Bruder Cadfaels Buße) (November 1145)

Außerdem veröffentlichte Ellis Peters einen Band mit drei Cadfael-Kurzgeschichten:
- 1988 The rare benedictine (Das Licht auf der Straße nach Woodstock, dt. 1996)

Das Licht auf der Straße nach Woodstock erzählt, wie Cadfael 1120 in das Kloster eintritt. Das Geschenk des Geizkragens spielt im Dezember 1135 (vor Im Namen der Heiligen), Der Augenzeuge im Februar 1140 (zwischen Die Jungfrau im Eis und Zuflucht im Kloster).

### Die Cadfael-Fernsehserie
Zwischen 1994 und 1996 wurden insgesamt 13 Cadfael-Romane mit dem renommierten britischen Schauspieler Sir Derek Jacobi in der Titelrolle verfilmt, allerdings nicht in der von Ellis Peters sorgsam beachteten chronologischen Reihenfolge der Romane. Dies führte zu einigen Unstimmigkeiten im Ablauf der Serie.
- Episode 01: Ein Leichnam zu viel (Bd. 2)
- Episode 02: Zuflucht im Kloster (Bd. 7)
- Episode 03: Der Hochzeitsmord (Bd. 5)
- Episode 04: Das Mönchskraut (Bd. 3)
- Episode 05: Des Teufels Novize (Bd. 8)
- Episode 06: Der Aufstand auf dem Jahrmarkt (Bd. 4)
- Episode 07: Die Jungfrau im Eis (Bd. 6)
- Episode 08: Der Rosenmord (Bd. 13)
- Episode 09: Im Namen der Heiligen (Bd. 1)
- Episode 10: Mörderische Weihnacht (Bd. 12)
- Episode 11: Der heilige Dieb (Bd. 19)
- Episode 12: Bruder Cadfael und das Geheimnis der schönen Toten (Bd. 17)
- Episode 13: Pilger des Hasses (Bd. 10)

Die letzten drei Episoden wurden nicht im deutschen Fernsehen gezeigt und auch nicht ins Deutsche synchronisiert; in der inzwischen veröffentlichten DVD-Box liegen sie nur in Englisch vor.
Nicht verfilmt wurden:
- Lösegeld für einen Toten (Bd. 9)
- Ein ganz besonderer Fall (Bd. 11)
- Der geheimnisvolle Eremit (Bd. 14)
- Bruder Cadfael und das fremde Mädchen (Bd. 15)
- Bruder Cadfael und der Ketzerlehrling (Bd. 16)
- Bruder Cadfael und die schwarze Keltin (Bd. 18)
- Bruder Cadfaels Buße (Bd. 20)

### Touristische Bedeutung
Heute können Touristen Shrewsbury unter dem Motto „In den Fußspuren von Bruder Cadfael“ auf mehreren Routen erkunden, die durch Metallplaketten auf dem Boden mit den Fußabdrücken eines Mönchs markiert sind. Außerdem werden geführte Touren angeboten.

## Weitere Werke (Auswahl)

### Inspector George Felse
- 1951 Falsche Propheten (Fallen into the Pit)
- 1961 Der Tod und die lachende Jungfrau (Death and the Joyful Woman)
- 1964 Hexenflug (Flight of a Witch)
- 1965 Das Rätsel der Treverra-Gruft (A Nice Derangement of Epitaphs)
- 1966 Der schmale Pfad (The Piper on the Mountain)
- 1967 Mord zur Gitarre (Black is the Colour of my True Love’s Heart)
- 1968 Grüne Witwen am Sonntag (The Grass-Widow’s Tale)
- 1969 Die Nacht am Wasser (The House of Green Turf)
- 1969 Der Raga vom gewaltsamen Tod (Mourning Raga)
- 1970 Die Todestür (The Knocker on Death’s Door)
- 1972 Die indische Natter (Death to the Landlords!)
- 1973 Die versunkene Stadt (City of Gold and Shadows)
- 1978 Der Ruf der Nachtigall (Rainbow’s End)

### Sonstige
- 1936 Hortensius, Friend of Nero
- 1938 Murder in the Despensary
- 1939 The City Lies Four-Square
- 1942 She goes to War
- 1947 By Firelight (US-Titel By This Strange Fire)
- 1950 The Coast of Bohemia (Sachbuch über ihre erste Reise nach Tschechien)
- 1959 Die goldene Totenmaske (The Death Mask)
- 1960 Die Primadonna lachte (The Will and the Deed)
- 1960 Der Baumeister von Albion (The Heaven Tree; erster Teil der Heaven-Tree-Trilogie)
- 1962 Das Erbe des Baumeisters (The Green Branch; zweiter Teil der Heaven-Tree-Trilogie)
- 1962 Figaro wird ermordet (The Funeral of Figaro)
- 1963 Die Rückkehr des Baumeisters (The Scarlet Seed; dritter Teil der Heaven-Tree-Trilogie)
- 1965 The Lily Hand and Other Stories (Kurzgeschichtensammlung)
- 1974 Künstlerpech (The Horn of Roland)